# Cappella dell'Immacolata (Verne)
La cappella dell'Immacolata Concezione è un luogo di culto cattolico situato nella frazione di San Martino nel comune di Stella, in provincia di Savona.

## Storia e descrizione
Costruita nel 1923, è un piccolo edificio a navata unica posto lungo la strada provinciale 542 che collega Stella San Martino a Varazze.
Gli venne aggiunto nel secondo dopoguerra il portico davanti all'ingresso con il piccolo campanile. In facciata è stata recentemente dipinta un'immagine della Vergine tra le spighe di grano. Utilizzata saltuariamente per matrimoni, solitamente ospita un presepe visitabile nel periodo natalizio.